# La ciénaga: Entre el mar y la tierra
La ciénaga: Entre el mar y la tierra es una película colombiana de drama dirigida por Carlos del Castillo y Manolo Cruz estrenada en 2016. La película fue seleccionada para competir en el World Cinema Dramatic Competition en el Festival de Sundance y ganó el premio World Cinema Dramatic Special Jury Award por actuación (para Vicky Hernández y Manolo Cruz) y el premio World Cinema Audience Award: Dramatic.

## Reparto
- Jorge Cao
- Manolo Cruz - Alberto
- Vicky Hernández - Rosa
- Viviana Serna - Giselle
- Mile Vergara